# Seznam členů Senátu Parlamentu České republiky (2016–2018)
Toto je seznam členů Senátu Parlamentu České republiky v 11. dvouletém volebním období 2016–2018 zahájeném 25. října 2016 po skončených volbách do jedné třetiny horní komory.

## Vedení
Na ustavující schůzi 16. listopadu 2016 složili nově zvolení senátoři slib. Následovala volba vedení na funkční období 2016–2018.
| Vedení Senátu PČR 2016–2018 | Vedení Senátu PČR 2016–2018 | Vedení Senátu PČR 2016–2018 | Vedení Senátu PČR 2016–2018 | Vedení Senátu PČR 2016–2018 | Vedení Senátu PČR 2016–2018 | Vedení Senátu PČR 2016–2018 |
| Funkce                      | senátor                     | zvolen(a) za                | zvolen(a) za                | volební obvod               | nástup do funkce            | odchod z funkce             |
| --------------------------- | --------------------------- | --------------------------- | --------------------------- | --------------------------- | --------------------------- | --------------------------- |
| Předseda                    | Milan Štěch                 |                             | ČSSD                        | č. 15 – Pelhřimov           | 16. listopadu 2016          | úřadující                   |
| 1. místopředsedkyně         | Miluše Horská               |                             | Nestraníci                  | č. 43 – Pardubice           | 16. listopadu 2016          | úřadující                   |
| Místopředseda               | Ivo Bárek                   |                             | ČSSD                        | č. 57 – Vyškov              | 16. listopadu 2016          | úřadující                   |
| Místopředseda               | Jaroslav Kubera             |                             | ODS                         | č. 32 – Teplice             | 16. listopadu 2016          | úřadující                   |
| Místopředseda               | Jiří Šesták                 |                             | HOPB                        | č. 14 – České Budějovice    | 16. listopadu 2016          | úřadující                   |

## Seznam senátorů
| Senátní obvod            | Jméno                                                                | Politická příslušnost | Volební (navrhující) strana  | Klub                                             | Rok zvolení            |
| ------------------------ | -------------------------------------------------------------------- | --------------------- | ---------------------------- | ------------------------------------------------ | ---------------------- |
| 01 – Karlovy Vary        | Jan Horník                                                           | STAN                  | STAN                         | Starostové a nezávislí                           | 2004, 2010, 2016       |
| 02 – Sokolov             | Zdeněk Berka                                                         | ČSSD                  | ČSSD                         | ČSSD                                             | 2012                   |
| 03 – Cheb                | Miroslav Nenutil                                                     | ČSSD                  | ČSSD                         | ČSSD                                             | 2008, 2014             |
| 04 – Most                | Alena Dernerová                                                      | nestranička           | SD–SN                        | nezařazení                                       | 2010, 2017             |
| 05 – Chomutov            | Václav Homolka                                                       | KSČM                  | KSČM                         | Klub nezávislých senátorů, od 03/2018 nezařazení | 2007, 2012             |
| 06 – Louny               | Zdeňka Hamousová                                                     | nestranička           | ANO 2011                     | ANO                                              | 2014                   |
| 07 – Plzeň-město         | Václav Chaloupek                                                     | OPAT                  | OPAT                         | Starostové a nezávislí                           | 2016                   |
| 08 – Rokycany            | Milada Emmerová                                                      | ČSSD                  | ČSSD                         | ČSSD                                             | 2012                   |
| 09 – Plzeň-město         | Lumír Aschenbrenner                                                  | ODS                   | ODS a KČ                     | ODS                                              | 2014                   |
| 10 – Český Krumlov       | Tomáš Jirsa                                                          | ODS                   | ODS                          | ODS                                              | 2004, 2010, 2016       |
| 11 – Domažlice           | Jan Látka                                                            | ČSSD                  | ČSSD                         | ČSSD                                             | 2012                   |
| 12 – Strakonice          | Karel Kratochvíle                                                    | ČSSD                  | ČSSD                         | ČSSD                                             | 2014                   |
| 13 – Tábor               | Jaroslav Větrovský                                                   | nestraník             | ANO 2011                     | ANO                                              | 2016                   |
| 14 – České Budějovice    | Jiří Šesták                                                          | HOPB                  | STAN a "HOPB"                | Starostové a nezávislí                           | 2012                   |
| 15 – Pelhřimov           | Milan Štěch                                                          | ČSSD                  | ČSSD                         | ČSSD                                             | 1996, 2002, 2008, 2014 |
| 16 – Beroun              | Jiří Oberfalzer                                                      | ODS                   | ODS                          | ODS                                              | 2004, 2010, 2016       |
| 17 – Praha 12            | Tomáš Grulich                                                        | ODS                   | ODS                          | ODS                                              | 2006, 2012             |
| 18 – Příbram             | Jiří Burian                                                          | ODS                   | ODS                          | ODS                                              | 2014                   |
| 19 – Praha 11            | Ladislav Kos                                                         | HPP 11                | HPP 11, KDU-ČSL, SZ a Piráti | KLD-SEN 21, do 06/2018 nezařazení                | 2016                   |
| 20 – Praha 4             | Eva Syková                                                           | nestranička           | ČSSD                         | ČSSD                                             | 2012                   |
| 21 – Praha 5             | Václav Láska                                                         | SEN 21                | KDU-ČSL a SZ                 | KLD-SEN 21, do 06/2018 nezařazení                | 2014                   |
| 22 – Praha 10            | Renata Chmelová                                                      | nestranička           | KDU-ČSL, Piráti, DPD a LES   | KDU-ČSL a nezávislí                              | 2016                   |
| 23 – Praha 8             | Daniela Filipiová                                                    | ODS                   | ODS                          | ODS                                              | 2012                   |
| 24 – Praha 9             | Zuzana Baudyšová                                                     | nestranička           | ANO 2011                     | ANO                                              | 2014                   |
| 25 – Praha 6             | Jiří Růžička                                                         | nestraník             | TOP 09 a STAN                | Starostové a nezávislí                           | 2016                   |
| 26 – Praha 2             | Libor Michálek                                                       | nestraník             | Piráti, SZ a KDU-ČSL         | nezařazení                                       | 2012                   |
| 27 – Praha 1             | Václav Hampl                                                         | nestraník             | KDU-ČSL a SZ                 | KDU-ČSL a nezávislí                              | 2014                   |
| 28 – Mělník              | Petr Holeček                                                         | nestraník             | STAN                         | Starostové a nezávislí                           | 2016                   |
| 29 – Litoměřice          | Hassan Mezian                                                        | ČSSD                  | ČSSD                         | ČSSD                                             | 2012                   |
| 30 – Kladno              | Jiří Dienstbier ml.                                                  | ČSSD                  | ČSSD                         | ČSSD                                             | 2011, 2014             |
| 31. – Ústí nad Labem     | Jaroslav Doubrava                                                    | S.cz                  | S.cz                         | Klub nezávislých senátorů, od 03/2018 nezařazení | 2010, 2016             |
| 32 – Teplice             | Jaroslav Kubera                                                      | ODS                   | ODS                          | ODS                                              | 2000, 2006, 2012       |
| 33 – Děčín               | Zbyněk Linhart                                                       | nestraník             | STAN                         | Starostové a nezávislí                           | 2014                   |
| 34 – Liberec             | Michael Canov                                                        | SLK                   | SLK a STAN                   | Starostové a nezávislí                           | 2016                   |
| 35 – Jablonec nad Nisou  | Jaroslav Zeman                                                       | ODS                   | ODS                          | ODS                                              | 2012                   |
| 36 – Česká Lípa          | Jiří Vosecký                                                         | SLK                   | SLK                          | Starostové a nezávislí                           | 2014                   |
| 37 – Jičín               | Tomáš Czernin                                                        | TOP 09                | TOP 09 a STAN                | Starostové a nezávislí                           | 2016                   |
| 38 – Mladá Boleslav      | Jaromír Jermář                                                       | ČSSD                  | ČSSD                         | ČSSD                                             | 2006, 2012             |
| 39 – Trutnov             | Jiří Hlavatý                                                         | nestraník             | ANO 2011                     | ANO                                              | 2014                   |
| 39 – Trutnov             | Jan Sobotka                                                          | nestraník             | STAN                         | Starostové a nezávislí                           | 2018                   |
| 40 – Kutná Hora          | Jaromír Strnad                                                       | ČSSD                  | ČSSD                         | ČSSD                                             | 2010, 2016             |
| 41 – Benešov             | Luděk Jeništa                                                        | nestraník             | TOP 09 a STAN                | Starostové a nezávislí                           | 2012                   |
| 42 – Kolín               | Emilie Třísková                                                      | ČSSD                  | ČSSD                         | ČSSD                                             | 2014                   |
| 43. – Pardubice          | Miluše Horská                                                        | nestranička           | KDU-ČSL a Nestran.           | KDU-ČSL a nezávislí                              | 2010, 2016             |
| 44 – Chrudim             | Jan Veleba                                                           | SPO                   | nezávislý                    | Klub nezávislých senátorů, od 03/2018 nezařazení | 2012                   |
| 45 – Hradec Králové      | Jaroslav Malý                                                        | nestraník             | ČSSD                         | ČSSD                                             | 2014                   |
| 46 – Ústí nad Orlicí     | Petr Šilar                                                           | KDU-ČSL               | KDU-ČSL                      | KDU-ČSL a nezávislí                              | 2010, 2016             |
| 47 – Náchod              | Lubomír Franc                                                        | ČSSD                  | ČSSD                         | ČSSD                                             | 2012                   |
| 48 – Rychnov nad Kněžnou | Miroslav Antl                                                        | nestraník             | ČSSD                         | ČSSD                                             | 2008, 2014             |
| 49 – Blansko             | Jaromíra Vítková                                                     | KDU-ČSL               | KDU-ČSL                      | KDU-ČSL a nezávislí                              | 2016                   |
| 50 – Svitavy             | Radko Martínek                                                       | ČSSD                  | ČSSD                         | ČSSD                                             | 2012                   |
| 51 – Žďár nad Sázavou    | František Bradáč                                                     | KDU-ČSL               | KDU-ČSL                      | KDU-ČSL a nezávislí                              | 2014                   |
| 52 – Jihlava             | Miloš Vystrčil                                                       | ODS                   | ODS, STO, SNK-ED a SsČR      | ODS                                              | 2010, 2016             |
| 53 – Třebíč              | František Bublan                                                     | nestraník             | ČSSD                         | ČSSD                                             | 2012                   |
| 54 – Znojmo              | Pavel Štohl                                                          | nestraník             | ČSSD                         | ČSSD                                             | 2014                   |
| 55 – Brno-město          | Jan Žaloudík                                                         | nestraník             | ČSSD                         | ČSSD                                             | 2010, 2016             |
| 56 – Břeclav             | Jan Hajda                                                            | ČSSD                  | ČSSD                         | ČSSD                                             | 2006, 2012             |
| 56 – Břeclav             | 27. 2. 2018 zemřel, mandát zůstal neobsazen až do voleb v říjnu 2018 |                       |                              |                                                  |                        |
| 57 – Vyškov              | Ivo Bárek                                                            | ČSSD                  | ČSSD                         | ČSSD                                             | 2002, 2008, 2014       |
| 58 – Brno-město          | Jiří Dušek                                                           | nestraník             | ANO 2011                     | ANO                                              | 2016                   |
| 59 – Brno-město          | Eliška Wagnerová                                                     | nestranička           | SZ                           | KLD-SEN 21, do 06/2018 nezařazení                | 2012                   |
| 60 – Brno-město          | Zdeněk Papoušek                                                      | nestraník             | KDU-ČSL                      | KDU-ČSL a nezávislí                              | 2014                   |
| 61 – Olomouc             | Lumír Kantor                                                         | nestraník             | KDU-ČSL                      | KDU-ČSL a nezávislí                              | 2016                   |
| 62 – Prostějov           | Božena Sekaninová                                                    | ČSSD                  | ČSSD                         | ČSSD                                             | 2006, 2012             |
| 63 – Přerov              | Jitka Seitlová                                                       | nestranička           | KDU-ČSL a SZ                 | KDU-ČSL a nezávislí                              | 2014                   |
| 64 – Bruntál             | Ladislav Václavec                                                    | nestraník             | ANO 2011                     | ANO                                              | 2016                   |
| 65 – Šumperk             | Zdeněk Brož                                                          | nestraník             | KDU-ČSL a NV                 | KDU-ČSL a nezávislí                              | 2012                   |
| 66 – Olomouc             | Alena Šromová                                                        | KDU-ČSL               | KDU-ČSL                      | KDU-ČSL a nezávislí                              | 2014                   |
| 67 – Nový Jičín          | Petr Orel                                                            | SZ                    | SZ a KDU-ČSL                 | KLD-SEN 21, do 06/2018 nezařazení                | 2016                   |
| 68 – Opava               | Vladimír Plaček                                                      | ČSSD                  | ČSSD                         | ČSSD                                             | 2012                   |
| 68 – Opava               | 2. 8. 2018 zemřel, mandát zůstal neobsazen až do voleb v říjnu 2018  |                       |                              |                                                  |                        |
| 69 – Frýdek-Místek       | Jiří Carbol                                                          | KDU-ČSL               | KDU-ČSL                      | KDU-ČSL a nezávislí                              | 2014                   |
| 70 – Ostrava-město       | Zdeněk Nytra                                                         | nestraník             | nezávislý                    | ODS                                              | 2016                   |
| 71 – Ostrava-město       | Leopold Sulovský                                                     | Ostravak              | Ostravak                     | Starostové a nezávislí                           | 2012                   |
| 72 – Ostrava-město       | Peter Koliba                                                         | nestraník             | ANO 2011                     | ANO                                              | 2014                   |
| 73 – Frýdek-Místek       | Jiří Cieńciała                                                       | nestraník             | „OSN“                        | Klub nezávislých senátorů, od 03/2018 nezařazení | 2016                   |
| 74 – Karviná             | Petr Vícha                                                           | ČSSD                  | ČSSD                         | ČSSD                                             | 2006, 2012             |
| 75 – Karviná             | Radek Sušil                                                          | ČSSD                  | ČSSD                         | ČSSD                                             | 2008, 2014             |
| 76 – Kroměříž            | Šárka Jelínková                                                      | KDU-ČSL               | KDU-ČSL                      | KDU-ČSL a nezávislí                              | 2016                   |
| 77 – Vsetín              | Jiří Čunek                                                           | KDU-ČSL               | KDU-ČSL                      | KDU-ČSL a nezávislí                              | 2006, 2012             |
| 78 – Zlín                | František Čuba                                                       | SPO                   | SPO                          | Klub nezávislých senátorů                        | 2014                   |
| 78 – Zlín                | Tomáš Goláň                                                          | nestraník             | SEN 21                       | KLD-SEN 21, do 06/2018 nezařazení                | 2018                   |
| 79 – Hodonín             | Anna Hubáčková                                                       | nestranička           | KDU-ČSL                      | KDU-ČSL a nezávislí                              | 2016                   |
| 80 – Zlín                | Patrik Kunčar                                                        | KDU-ČSL               | KDU-ČSL                      | KDU-ČSL a nezávislí                              | 2014                   |
| 81 – Uherské Hradiště    | Ivo Valenta                                                          | nestraník             | SsČR                         | nezařazení                                       | 2014                   |